# سرب (طيران)

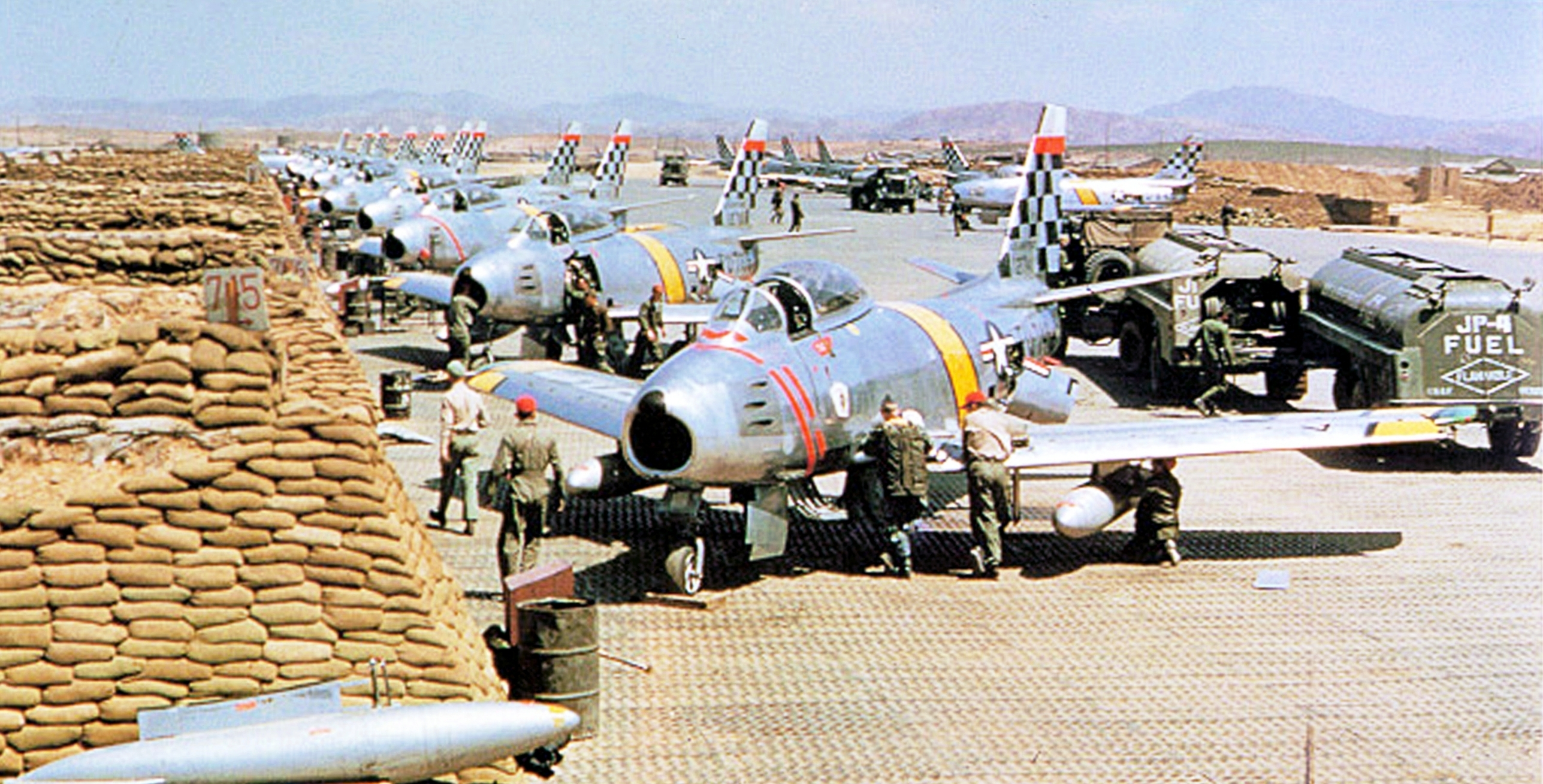
سرب F-86 تابع للقوات الجوية الأمريكية أثناء الحرب الكورية، 1951.

السرب في سلاح الجو والطيران الحربي، أو الطيران البحري هو أساسا وحدة تضم عددا من الطائرات العسكرية وأطقم الطائرات، وعادة ما تكون من نفس النوع، وعادة مع تتكون من 12 إلى 24 طائرة، وتنقسم أحيانا إلى ثلاث أو أربع رحلات، اعتمادا على الطائرات ونوع القوات الجوية. أسراب البرية مجهزة أثقل نوع الطائرات مثل القاذفات بعيدة المدى، أو طائرات شحن، أو الناقلات بالوقود الهواء على نحو 12 طائرة كما ترخيص نموذجي، في حين أن معظم الوحدات المقاتلة مجهزة لديها عدد أذن من 18 إلى 24.